# Grand National (corsa)
Il Grand National è una corsa ippica (corsa con cavalli) disputata ogni anno all'Aintree Racecourse, presso Liverpool, Regno Unito. Nata nel 1839, si tratta di una steeplechase con handicap su un percorso di 6.907 metri, con i cavalli che devono compiere due giri del tracciato e superare 30 ostacoli ben definiti.